# Serra de Fogueres
La Serra de Fogueres és una serra situada al municipi d'Arbúcies (Selva), amb una elevació màxima de 497 metres.